# Thomas Greiner
Thomas Greiner (Dresden, 3 mei 1963) is een Oost-Duits voormalig roeier. Greiner maakte zijn debuut met de wereldtitel in de vier-met-stuurman tijdens de wereldkampioenschappen roeien 1982. Een jaar later werd Greiner wederom wereldkampioen tijdens de wereldkampioenschappen roeien 1983 ditmaal in de twee-met-stuurman. Bij de wereldkampioenschappen roeien 1987 werd hij olympisch kampioen in de vier-zonder-stuurman. Een jaar later werd Greiner olympisch kampioen in de vier-zonder-stuurman tijdens de Olympische Zomerspelen 1988. Bij de wereldkampioenschappen roeien 1989 verlengde Greiner zijn wereldtitel in de vier-zonder-stuurman.

## Resultaten
- Wereldkampioenschappen roeien 1982 in Luzern  in de vier-met-stuurman
- Wereldkampioenschappen roeien 1983 in Duisburg  in de twee-met-stuurman
- Wereldkampioenschappen roeien 1985 in Hazewinkel  in de vier-zonder-stuurman
- Wereldkampioenschappen roeien 1986 in Nottingham  in de twee-met-stuurman
- Wereldkampioenschappen roeien 1987 in Kopenhagen  in de vier-zonder-stuurman
- Olympische Zomerspelen 1988 in Seoel  in de vier-zonder-stuurman
- Wereldkampioenschappen roeien 1989 in Bled  in de vier-zonder-stuurman
- Wereldkampioenschappen roeien 1990 in Barrington  in de vier-zonder-stuurman

1904: Arthur Stockhoff & August Erker & Albert Nasse & George Dietz ·
1908: Robert Cudmore & James Angus Gillan & Duncan Mackinnon & Robert Somers-Smith ·
1924: Charles Eley & James MacNabb & Robert Morrison & Terence Sanders ·
1928: John Lander & Michael Warriner & Richard Beesly & Edward Bevan ·
1932: John Badcock & Hugh Edwards & Jack Beresford & Rowland George ·
1936: Rudolf Eckstein & Anton Rom & Martin Karl & Wilhelm Menne ·
1948: Giuseppe Moioli & Elio Morille & Giovanni Invernizzi & Franco Faggi ·
1952: Duje Bonačić & Velimir Valenta & Mate Trojanović & Petar Šegvić ·
1956: Archibald MacKinnon & Walter D'Hondt & Lorne Loomer & Donald Arnold ·
1960: Arthur Ayrault & Ted Nash & John Sayre & Richard Wailes ·
1964: John Ørsted Hansen & Bjørn Hasløv & Erik Petersen & Kurt Helmudt ·
1968: Frank Forberger & Frank Rühle & Dieter Grahn & Dieter Schubert ·
1972: Frank Forberger & Frank Rühle & Dieter Grahn & Dieter Schubert ·
1976: Siegfried Brietzke & Andreas Decker & Stefan Semmler & Wolfgang Mager ·
1980: [[Jürgen Thiele] & Andreas Decker & Stefan Semmler] & Siegfried Brietzke ·
1984: Les O'Connell & Shane O'Brien & Conrad Robertson & Keith Trask ·
1988: Roland Schröder & Thomas Greiner & Ralf Brudel & Olaf Förster ·
1992: Andrew Cooper & Nick Green & Mike McKay & James Tomkins ·
1996: Nick Green & Drew Ginn & James Tomkins & Mike McKay ·
2000: James Cracknell & Steve Redgrave & Tim Foster & Matthew Pinsent ·
2004: Steve Williams & James Cracknell & Ed Coode & Matthew Pinsent ·
2008: Tom James & Pete Reed & Andrew Triggs-Hodge & Steve Williams ·
2012: Alex Gregory & Pete Reed & Tom James & Andrew Triggs-Hodge ·
2016: Alex Gregory & Constantine Louloudis & George Nash & Mohamed Sbihi ·
2020: Alexander Purnell & Spencer Turrin  & Jack Hargreaves  & Alexander Hill ·
2024: Nick Mead & Justin Best & Michael Grady & Liam Corrigan